# Misgurnus

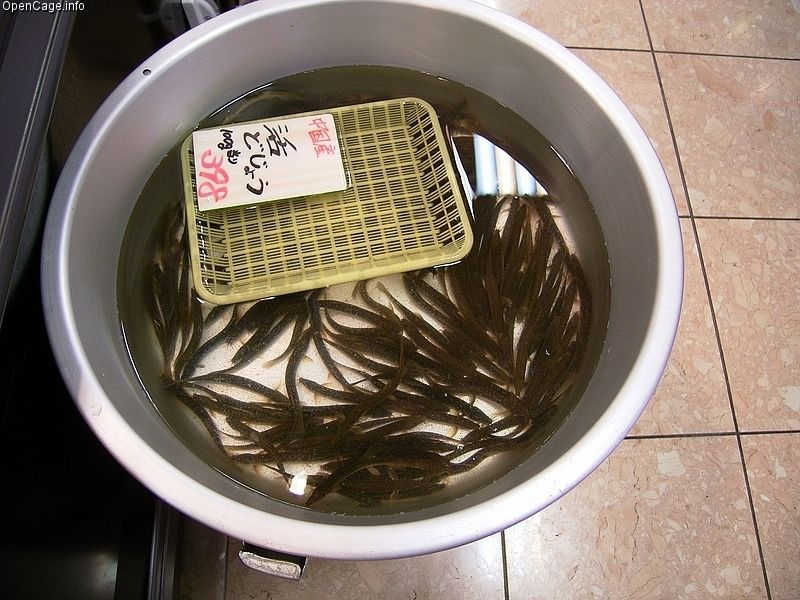
Exemplars de Misgurnus anguillicaudatus a la venda en un supermercat

Misgurnus és un gènere de peixos actinopterigis de la família dels cobítids i de l'ordre dels cipriniformes.
Formen part de la dieta asiàtica.

## Taxonomia
- Misgurnus anguillicaudatus (Cantor, 1842)[3][4][5][6]
- Misgurnus bipartitus (Sauvage, 1874)[7]
- Misgurnus buphoensis (Kim & Pak, 1995)[8]
- Misgurnus fossilis (Linnaeus, 1758)[9]
- Misgurnus mizolepis (Günther, 1888)[10]
- Misgurnus mohoity (Dybowski, 1869)[11]
- Misgurnus nikolskyi (Vasil'yeva, 2001)[12]
- Misgurnus tonkinensis (Rendall, 1937)[13][14][15][16][17][18][19][20][21]